# 同和対策事業
同和対策事業（どうわたいさくじぎょう）とは、日本における同和地区の環境改善および部落差別の解消を目的として行われた一連の公共事業。同和地区（被差別部落）の生活環境向上、産業振興や職業安定、人権擁護活動や同和教育推進などを図るための事業を指す。

## 歴史
日本水平社が被差別部落の改善を訴えたことにより、1920年に内務省に社会局が設置され、地方改善事業として同和事業が開始された。1925年には平沼騏一郎らによって中央融和事業協会が設立された。「同和」の語は「同胞一和」に由来し、第二次世界大戦中の1941年に中央融和事業協会が「同和奉公会」と改称したことに由来する。戦後の1953年に被差別部落の環境改善事業費が初めて国家予算に盛り込まれ、1960年には政府に「同和対策審議会（どうわたいさくしんぎかい）」、略称「同対審（どうたいしん）」が設置された。
その後、1969年7月には、日本初の同和問題解決のため国および地方自治体の責務を定めた法律「同和対策事業特別措置法（どうわたいさくじぎょうとくべつそちほう）」、略称「同対法（どうたいほう）」(昭和44年法律60号) が国会で成立し公布・施行され、国策としての同和対策事業が本格的に開始された。10年間の時限立法として制定された同対法は、1979年に3年間延長され、1982年3月に失効した。
同1982年4月1日付で、同対法に代わる新法として「地域改善対策特定事業に係る国の財政上の特別措置に関する法律」、略称「地域改善対策特別措置法」が、5年間の時限立法として制定された。新法の趣旨は同対法と変わりないが「同和」の名称を外し、同和対策事業は「地域改善対策事業」へ改称された。同法は1987年3月に失効した。
1987年4月には「地域改善対策特定事業に係る国の財政上の特別措置に関する法律」略称「地対財特法」が制定され、1992年まで5年間の延長を経て、1997年3月に失効した、同年4月には、残った事業を処理するため、財政上の特別措置を5年間設ける再改正法が施行され、2002年をもって終了した。

## 同和対策事業の例
- 地区環境の整備
同和地区内の諸環境の整備。一般的な例としては道路の舗装などが挙げられる。また各地区に特有の「改善が必要とされる環境」の改善も事業の対象となりやすい。例えば川縁の地区の場合の堤防の整備、山中の地区の場合の交通手段の提供など。
- 社会福祉施設（隣保館や同和教育集会所）の設置
同和地区内に同地区住民を対象とした社会福祉施設を設置する。例として隣保館および教育集会所（同和教育集会所）が挙げられる。隣保館については、地域あるいは自治体などの別によって、解放センター、解放会館、コミュニティセンター、人権文化センター、人権のまちづくり館など、呼称を異にすることもある。また教育集会所の扱いについても自治体の別などによる違いが見られ、例えば福岡県内においては隣保館のうち常駐の自治体職員を置いていないものを集会所としているが、埼玉県内のある自治体においては指導員を設置して同和対策集会所としている。更に地域あるいは自治体によっては、老人憩いの家に代表される老人福祉施設、また児童館や公会堂[3] などが同和対策施設に含まれることがある。
- 公営住宅の設置
同和地区内に同地区住民を主な対象とした公営住宅を設置する。「同和住宅」や「同和向住宅[4]」などと呼ばれることがある。
- 納骨堂の設置
同和地区内に同地区住民を対象とした納骨堂を設置する。同和対策納骨堂などとも呼ばれる[5]。
- 産業関連施設の設置
同和地区内に、雇用の創出などの名目をもって、同地区住民のみを被雇用者とする共同作業場などを設置する。例えば鳥取県のある同和地区では農林業同和対策事業との名目で牛舎、豚舎、堆肥舎やそれに係る施設の設置、および車などを代表とする種々の備品が提供され、福岡県内に固有の事業である農村同和対策事業とされる同和対策事業においては、畜舎や米麦乾燥施設、また花卉や野菜の栽培施設などが設置されている[6]。
- 租税の減免
同和地区住民及びその出身者、ないしその関係企業などに対する、課税額の減免措置を行う。
  - 固定資産税の減免
同和地区住民及びその出身者に対する固定資産税の減免措置を行う。同和関係者が同和地区内に持つ固定資産に対するものであるととられがちであるが、多くの場合においては同和関係者が同和地区外に持つそれに対しても適用されている。すなわち、固定資産そのものに適用されるものではなく、同和関係者に対して適用される属人的なものであるといえる。減免率については自治体の別により差異がある。例えば、千葉県の君津市では50%を減額[7]、鳥取県の若桜町や智頭町もまた50%を減免し[8][9]、長野県の小諸市では平成14年（2002年）度に40%であった減免率を年度ごとに10%ずつ下げた結果平成17年（2005年）度以降10%を減額[10]、埼玉県の美里町では課税額合計が30万円未満の者（同和関係者）についてのみ、40%を減額している。ただし同町（美里町）では公務員をこの対象から除外している[11]。
- 各種補助金・助成金の給付
同和地区住民及びその出身者の、住居の新築の際[12]、就学の際（奨学金）、就職の際、企業の設立の際、各種組合の設置の際などにおいて、補助金ないしは助成金を給付する。融資の形が採られることもある。このうちの奨学金については、「地域改善対策奨学資金」が正式名称で、その3分の2が国庫からの捻出である[13]。
- 低金利の貸付[14][15]
同和対策事業特別措置法などを根拠に国と県、旧市町が補助金を支出した。水海道市と石下町（当時。両方とも現常総市）は1976～2001年度頃同和地区の住民にのみ住宅の新築や宅地取得、改修などの費用に対する低金利融資事業をしており、140件総額10億3605万円を貸し付けた。しかし、2023年時点でも貸付総額の4割の約4億円が返済期限を過ぎても未回収になっていることが両市町の合併で成立した常総市への取材で判明した[14]。
- 同和教育推進の2事業
文部省（→文部科学省）による事業（同和教育研究指定校の項目参照）。

### 一部同和地区における例
- 公営浴場の設置
京都府京都市などを中心に近畿圏の同和地区において行われている同和対策事業。同和地区に公営公衆浴場を設置し、同地区住民を主な対象として安価に提供する[16]。京都市のそれの場合、同和地区に限定して設置されているものであるが、使用権を建設地区住民のみに限るなどの制限は設けられておらず、部外者による利用も可能となっている。
- 農村同和対策事業
福岡県内の自治体に固有の同和対策事業。この地域は、農耕者が不在となった耕地に対し、その維持を目的として被差別民を投入するという、穢多新百姓取立などと呼ばれる農業政策が藩政期から特に見られ、その結果膨大な数の農村型被差別部落を抱えることとなった。この事業では同和地区に指定されたこれらの地域に対する産業関連施設の設置や営農に係る補助金の交付などが行われている。農村型同和地区に対する事業という点では一般的な同和対策事業の範疇であると見ることもできるが、地域に固有の呼称を持つものとして特異なものであるとすることもできる。前原市（現糸島市）[17]、志摩町（同左）[18]、福岡市[19]、直方市[20]、宗像市[21]、古賀市[22]、みやこ町、太宰府市[23]、小郡市[24]、筑前町[25]、筑後市[26]、黒木町（現八女市）[27]などが行っている。

## 評価・問題点
- 2007年6月9日付『しんぶん赤旗』は、長野県御代田町では2002年に同和対策事業の法律が廃止された後も独自に継続していた同和対策事業を2007年に廃止したことを報じ、これについて茂木祐司町長（当時、日本共産党）が同町の同和対策事業について、同和地区の生活環境が大きく改善された一方で、一般町民と同和地区関係者の間に大きな隔たりや逆差別との意識を形成し、また同和対策事業において部落解放同盟が不当に優遇されてきたと述べたことを掲載[15]した。
- 2023年3月4日付『毎日新聞』は、茨城県常総市で同和地区への住宅関連への低金利貸付が未回収になる問題が起きていること[14]を報じた。